# 富山市奥田交番襲撃事件
富山市奥田交番襲撃事件（とやましおくだこうばんしゅうげきじけん）は、2018年（平成30年）6月26日に富山県富山市久方町にある富山中央警察署奥田交番、および富山市立奥田小学校校門前で発生した殺人事件。男Xが警察官を刺殺して拳銃を奪い、さらに交番近くの小学校を襲撃して警備をしていた警備員を射殺、警官に撃たれて確保された。

## 事件の経緯
Xは富山市内のファーストフード店でアルバイトをしていたが、事件当日の2018年6月26日に店長とトラブルになり、店長を突如殴打し肋骨骨折の重傷を負わせていた。Xはそのまま店を去り、無料通信アプリで家族に「持ち物を処分してほしい」と連絡し、そのまま事件現場となった奥田交番に向かったと思われる。
午後2時10分頃、Xは奥田交番に到着し、裏口をノックした。交番には所長であるA警部補（事件当時46歳）と交番相談員1名が勤務についていた。Xはノックの音を聞き裏口を開けたA警部補に襲い掛かり、全身約30か所を刺して刺殺、貸与されていた拳銃を奪った。拳銃を強奪したXは後、返り血を浴びたシャツのまま路地裏を隠れるようにして逃走。その際、近隣住民から声をかけられている。襲撃後、交番相談員が交番向かいの美容室に助けを求めたことから事件が発覚した。
そして逃走中のXは富山市立奥田小学校正門前に差し掛かった時、誘導警備にあたっていた60代の警備員Bに向け2発拳銃を発射した。警備員Bは病院に搬送されたが間もなく死亡が確認された。Bに向かって発砲した理由として"警察官と誤認"した可能性が指摘されている。その際の様子はたまたま近くを通りかかった自動車のドライブレコーダーに記録されており、片膝を地面についた姿勢で発砲するXの姿が映っていた。
Xはなおも奥田小学校の敷地内に侵入したが、駆け付けた警察官がXに向けて警告をしたのち拳銃を発砲。左腹部に被弾し身柄を確保された。

## 被疑者Xの人物像
Xは事件当時21歳の元自衛官。周辺人物によるとXは「おとなしく礼儀正しい人物」という声がある一方でカッとなりやすい性格であり、中学の頃は家庭内暴力を起こしていたという経緯から周りから孤立していたという。高校には進学せず、数年後、Xはミリタリー好きであったことから、陸上自衛隊に自衛官として入隊するも2年で除隊。元同僚の証言として「口論や殴り合いのけんかをすることがあった」と言われている。事件当時は、有事や災害の際に召集される即応予備自衛官に任命されていた。銃器評論家の津田哲也は産経新聞のインタビューで前述のドライブレコーダーの映像を見たうえで「姿勢を安定させて命中率を高めている。訓練された人間の撃ち方といえる」と評している。またXは元自衛官であり、小銃の射撃訓練や野外や屋内での戦闘訓練があり拳銃の取り扱い方も学んでいたことなどから「自衛隊の小銃訓練を経験していれば、容易に扱うことができるだろう」と指摘している。Xは武器マニアであり、警察がXの自宅を家宅捜索したところ、ナイフ数点のほか、モデルガンや摸造刀、軍用のベスト、武器関連の書籍が見つかった。モデルガンは拳銃型やライフル型、マシンガン型など十数丁が押収された。また犯行当時背負っていたリュックサックからはナイフ2本、おの、山刀、はさみが発見された。

## 事件の影響

### 奥田小学校の対応
Xが侵入した奥田小学校は同時刻は下校時間帯だったものの、警察から「刃物を持った不審者が周辺を逃走している」と連絡があったことや警備員Bが倒れていたことなどから出入り口をすべて施錠、生徒を体育館に避難させ、教員は刺股を手に侵入者に備え、保護者には緊急メールを送信していた。この判断で児童に負傷者等はなく、SNS上で対応が賞賛された。

### 警察の対応
警察官の拳銃は帯革と呼ばれるベルトに取り付けられているホルスターに収納し"拳銃吊り紐"と呼ばれる特殊な紐を拳銃と帯革に結び付けることによって盗難、脱落防止の対策を施していたが、Xは拳銃吊り紐を切断したうえで拳銃を強奪していた。このことを踏まえ警察庁はホルスターや拳銃吊り紐などの装備品を新しく開発することを決定した。また事件後、富山県警察本部長が会見を行い、「警察官が拳銃を奪取され使用されたことは誠に遺憾。近隣住民に多大な不安を与え、誠に申し訳ない」と陳謝した。A警部補は殉職した日付で警視へ二階級特進となり警察葬が執り行われた。
2019年8月20日付で就任した警察本部長は記者会見において、当事件について「事件を踏まえた再発防止対策、職員の有事対処能力の向上が課題の一つだ」と述べた。実際、X被告に射殺された警備員の妻はこの事件での警察の対処に不満を抱いており、2021年6月11日、「警察官が犯人の捜索と並行し、住民や通行人にパトカーの拡声器などで警告を発していれば、被害者（警備員）の生命の危険は回避できた」と主張し、富山県と被告人Xに対し合計約2600万円の損害賠償を求める訴訟を富山地裁に起こした（#民事訴訟）。

## 刑事裁判
被疑者が起訴されてから1年以上経過したものの、2020年6月現在も初公判のめどは立っていなかった。2019年7月に公判前整理手続きが始まったものの、起訴前に弁護側が精神鑑定の再鑑定を要求していた事・新型コロナウイルスの影響で審理の日程が変更されたこともあり、手続きは長引いた。

### 第一審・富山地裁
2021年1月14日、富山地方裁判所(合議係:大村泰平裁判長)で初公判である裁判員裁判が開かれた。罪名は、強盗殺人、殺人、殺人未遂、銃砲刀剣類所持等取締法、傷害、公務執行妨害。事件番号は「平成31年（わ）第43号」。被告人Xは名前や職業などの人定質問や起訴内容の認否を何も語らなかった。この裁判の争点は強盗殺人罪の成立に絞られている。検察側は、強盗殺人が成立すると主張し、弁護側は、警察官を殺害した後に拳銃を奪うことを考えたので、強盗殺人は成立せず窃盗と殺人が成立すると主張した。

#### 第2回以降公判
2021年1月18日の公判(2回公判)では検察側の証拠調べと、証人尋問が行われた。Xは、検察側に証拠として押収された「折りたたみナイフ、斧、ブッシュナイフ」について「あなたが持っていたものか」と問われても沈黙したままだった。証人尋問では、当時事件現場にいた交番相談員が出廷して当時の状況を語った。殺害された警察官を助けようと交番相談員は刺股で対抗するも被告Xに跳ね返されて太刀打ちできなかったことが明らかになった。その後交番の電話から110番通報をした際その音声に殺害された警察官が「撃つぞ」という言葉が入っていた。証人として出廷した交番相談員は、真実を語ってほしいと述べた。
2021年1月19日(3回公判)では、Xに射殺された警備員の同僚と県警で拳銃の指導をする警察官の証人尋問が行われた。まず、射殺された警備員の同僚は、「パンパンという音を聞き、振り向くと犯人と目があい、拳銃のようなものを構えて私に向かってくるのが見えた。恐怖心から、逃げて住宅のガレージに隠れた」と証言した。また緊急車両のサイレンが聞こえ状況を確認しに行った際、射殺された警備員から「何かあったんでしょうか」と問われたのが最後の言葉だったと証言した。そして、県警で拳銃を指導する警察官の証人尋問ではXは、「片膝をついて重心を低くするなど拳銃の扱い方の基本がわかったうえで実践していた」と述べた。
2021年1月21日(4回公判)では、Xに2発発砲した警察官の証人尋問があった。証人として出廷した警察官は、「『止まれ』と言っても速度を緩めず近くに詰め寄ってきたため、5メートルほどに迫ったところで銃を発砲した」と証言した。その際、倒れたXは目があいていて、「お前何したのかわかっとるんか」と問いかけると、Xは「撃たれたから何もできない」と話し、当時の事件の状況が明らかになった。
2021年1月22日(5回公判)では、射殺された警備員の長女が証人尋問に出廷した。「Xが自分の口で全く話をしないことに、すごく腹立たしく思っている」「私たち遺族は苦しい気持ちの中、今日まで毎日生活している。その苦しみを同じくらい被告人にも味わってもらいたい。私はXに死刑を望んでいる」と証言した。
2021年1月28日(6回公判)では、Xの母親が証人尋問で出廷した。Xの母親はまず「息子が重大な事件を起こして申し訳ありません」と被害者遺族に謝罪した。Xは、事件後の精神鑑定で自閉症スペクトラムだったことが判明した点においては「中学生の時に適切に対応していたら事件は起きなかった」と後悔の念を述べた。
2021年1月29日(7回公判)では、被告人質問が行われた。しかし、Xは、弁護側、検察側の双方の質問に対して全く答えることなく終わった。検察側は、事情聴取のときXが「今なら相手が誰であろうが殺せる。もうためらうことはない。それが(事件で)得たもの。」「重く受け止められない。まるで人ごと。」と供述していたことが明らかとなった。
2021年2月1日(8回公判)では、Xを精神鑑定をした精神科医(裁判所が依頼)が証人として出廷した。医師は、「当時、Xには自閉症スペクトラムというコミュニケーションをうまく取れない発達障害があった。これは犯行を行う心理的ハードルを下げるものの、犯行に特段影響を与えるものではなく、犯行は本人の意思によって行われたものだ」と証言した。弁護側は、Xの発達障害の度合いを質問すると「被告の発達障害は今回の事件に対する直接的な関係はない」と改めて自閉症スペクトラムの影響を否定した。鑑定をしている最中、Xは医師に「犯行は社会に対する不平不満や自分が置かれている環境への怒りが高まったことによる八つ当たりで、自分より強い武器を持っている警察官と戦って勝利することを思いついた」と話していたことが明らかになった。さらに「交番を襲撃した時から自分が撃たれて死ぬことは折り込み済みだった」と話していたことも明らかになった。
2021年2月2日(9回公判)では、弁護側からの依頼でXやXの両親と面会を行った犯罪心理学者の須藤明教授(駒沢女子大学)が出廷した。須藤はまず「発達障害の自閉症スペクトラム障害がある人は犯罪への傾向が高いわけではない」と指摘した。その上で「支援を受けられていないことで犯罪へのリスクは高くなる」と述べた。Xの症状の度合いについては、「今も被害感情が強く、それが今回の事件の被害者への反省や罪への意識を邪魔しているようにみえる」と証言した。裁判は、2月4日に結審する予定だったが、Xが何も言葉を発しなかった為、検察側が事情聴取の最中に録音したDVDを証拠採用として求めた。富山地裁は、これを認め、結審は2月8日に変更された。
2021年2月5日(10回公判)では、Xの取り調べの最中に録音したDVDの証拠調べを行った。Xは、「人を殺すことで社会とのつながりを絶とうとした。最後は射殺されて死ぬことも考えて、それで俺の人生終わらせようっていう、思いがあった」と事件の動機とも取れるような発言をしていた。また、なぜ交番を襲撃したのかという問いかけに対し、「一番の目的は警察官を殺すことだった。その警察官を殺して、また次、また次と警察官を殺して回ろうと思った」と供述した。拳銃はいつ奪おうとしたのかという問いかけには、Xが何度も訂正したため曖昧な供述となっていた。

#### 死刑求刑
2021年2月8日(11回公判)の論告求刑で検察側は、「2人もの尊い命が奪われ、重大な結果を生じさせた。他に類を見ないほど悪質、かつ凶悪な犯行だ」としてXに死刑を求刑した。一方弁護側は、改めて強盗殺人の成立を否定して自閉症スペクトラムの影響が大きかったと主張した。
2021年2月9日(12回公判)では、Xの最終陳述があった。本来公判は、計10回で結審する予定であったが、Xが完全黙秘したことや証拠採用の追加、裁判の公判時間がオーバーしたことなどにより予定されていた回数より2回多くなり計12回の公判となった。最後に、裁判長から「何か言いたいことはあるか」と問われても完全黙秘し、結審するまでの間、一言も言葉を発さなかった。

#### 無期懲役判決
2021年3月5日富山地裁(大村泰平裁判長)は、Xに無期懲役を言い渡した。大村裁判長は、争点になっていた強盗殺人の成立を認めなかった。
2021年3月16日、Xは判決を不服として名古屋高等裁判所金沢支部に自ら控訴した。同月18日には検察側も同高裁支部に控訴した（控訴期限は3月19日）。

### 控訴審・名古屋高裁金沢支部
2022年1月11日に本事件の控訴審である初公判が名古屋高裁金沢支部（森浩史裁判長）で開かれた。検察側は、取り調べ段階のXの供述や客観的な事実から拳銃強奪という目的を立証していたにもかかわらず、強盗殺人罪の適用を認めなかった一審判決は不合理であると主張。また、Xが一審で黙秘したため、Xの取り調べ段階の供述の録音録画が犯行の経緯を明らかにする直接証拠となるにもかかわらず、一部しか採用しなかったことは法令違反だとした。そのうえで、Xに死刑を適用するように求めた。
一方で弁護側は犯行が殺人罪と窃盗罪に留まっていたことに加え、犯行時Xは、自閉症スペクトラム障害により心神耗弱状態だったとして有期懲役を求めた。検察側、弁護側双方が被害者遺族の証人尋問や医師の証人尋問などを請求したが、森裁判長はいずれの請求も却下し、即日結審した。Xは出廷しなかった。

#### 破棄差戻し
2022年3月24日に控訴審判決公判が開かれ、名古屋高裁金沢支部（森浩史裁判長）は強盗殺人罪の成立を否定した上で無期懲役を言い渡した第一審・富山地裁の判決を破棄し、審理を同地裁に差し戻す判決を言い渡した。同高裁は判決理由で「Xは警官が拳銃を所持していることを意識しており、拳銃を奪う目的で交番を襲撃したと考えるのが自然な見方だ」と指摘して、強盗殺人罪の成立を前提として審理をし直すように命じ、一審判決に事実誤認があったとした。
2022年4月4日、弁護側は「（本判決は）憲法違反がある」と主張した上で、差し戻し判決を不服とし最高裁に上告したが、最高裁第二小法廷(岡村和美裁判長)は2024年3月11日付で上告を棄却する決定をした。このため、強盗殺人罪の成立を前提に裁判員裁判で審理がやり直される事となった。

## 民事訴訟
2021年6月11日、Bの妻は、富山県警察の初動対応が不十分だったなどとして、犯人Xと富山県に約2600万円の損害賠償を求める訴訟を、富山地方裁判所に提訴した。
訴状によると、「Xが交番を襲って銃を奪い逃走しているのに、県警本部通信指令課は近隣住民や通行人らを避難させるよう指示せず、現場に到着した警察官らも行動を怠り、このためBは危険を認識できず、至近距離から撃たれて死亡した。通信指令課が現場の警察官に指示を出し、付近住民や通行人にパトカーの拡声器などで警告を発していれば、被害者の生命の危険は回避できた」などとしている。
2022年3月23日、富山地裁（松井洋裁判長）は原告側（Bの妻）の主張を認め、Xに約2600万円の賠償を命じる判決を言い渡した。
同席した弁護士は刺殺されたAと、別の交番相談員の男性について「懸命に闘った。2人の名誉を回復するためにも、通信指令課の対応や現場指揮の問題点を検証することが必要だ」と強調。Xを相手取った理由については「民事裁判を通じて、被告Xに事件について多角的に考えてもらいたい」と述べた。
一方、県警は「ご遺族の方々にお悔やみを申し上げる」とした上で、「訴状の内容を確認できておらず、コメントは控える」とした。

### 刑事裁判の判決文
- 富山地方裁判所刑事部判決 2021年（令和3年）3月5日 、平成31(わ)43、『強盗殺人，殺人，殺人未遂，銃砲刀剣類所持等取締法違反，傷害，公務執行妨害』。
  - 判決主文：被告人を無期懲役に処する。（求刑：死刑／被告人側・検察側双方が控訴）
  - 裁判官：大村泰平（裁判長）・小林礼子・岡本健太郎

- 名古屋高等裁判所金沢支部第2部判決 2022年（令和4年）3月24日 、令和3(う)25、『強盗殺人，殺人，殺人未遂，銃砲刀剣類所持等取締法違反，傷害，公務執行妨害』。
  - 判決主文：原判決を破棄する　本件を富山地方裁判所に差し戻す（求刑：死刑／弁護側が上告)
  - 裁判官：森浩史(裁判長）・平野剛史・永井健一

## 類似の事件
本事件発生前
- 東村山署警察官殺害事件 - 1976年（昭和51年）10月18日発生。政治家の家族を誘拐して身代金を得ようと企てた男が勤務中の警察官1名を殺害。加害者は1988年に死刑が確定し、1995年に死刑執行。
- 勝田清孝事件（警察庁広域重要指定113号事件） - 1982年（昭和57年）発生、警察官から強奪された拳銃が凶器となった連続強盗殺傷事件。
- 京都・大阪連続強盗殺人事件（警察庁広域重要指定115号事件） - 1984年（昭和59年）9月4日発生、警察官から強奪された拳銃が凶器となった連続強盗殺人事件。
- 中村橋派出所警官殺害事件 - 1989年（平成元年）5月16日発生。元陸上自衛官の男が拳銃強奪を目的に派出所で勤務中の警察官2名を殺害。後に加害者は逮捕され1998年9月17日、最高裁で死刑が確定。
- 東村山警察署旭が丘派出所警察官殺害事件 - 1992年（平成4年）2月14日発生。派出所で勤務中の警察官1名を何者かが殺害し拳銃を強奪。2007年2月14日に公訴時効が成立。未解決事件となったものの拳銃の捜査は継続中。
- 河瀬駅前交番警察官射殺事件 - 2018年（平成30年）4月11日発生。19歳の巡査（事件後に懲戒免職）が上司である巡査部長から「嫌がらせをされている」と思い込み貸与された拳銃で巡査部長を殺害後、拳銃を所持したまま逃走。後に加害者は逮捕され、2019年2月23日に懲役22年が確定。

本事件発生後
- 東仙台交番襲撃事件 - 2018年（平成30年）9月19日発生。21歳の大学生が拳銃強奪を目的に警察官1名を殺害。別の警察官が大学生をその場で射殺し、被疑者死亡で送検。
- 富山市池多駐在所襲撃事件 - 2019年（平成31年）1月24日、同じ富山市内で発生。
- 吹田警察署千里山交番警察官襲撃事件 - 2019年（令和元年）6月16日発生。元海上自衛官の男が虚偽の110番通報を行い、交番から出動しようとした警察官1名を襲撃後拳銃を強奪。後に加害者は山中で逮捕された。襲撃された警察官は一時意識不明に陥るも奇跡的な回復を遂げ、2020年（令和2年）1月から吹田警察署に職務復帰を果たした。